# En-Nun-Tarah-Ana
En-Nun-Tarah-Ana (o En-nun-tarah-ana) va ser rei a Sumer, de la primera dinastia d'Uruk, el novè de la llista de reis sumeris per a aquesta dinastia, que va regnar a la meitat del tercer mil·lenni aC.
Va ser el successor de La-ba'shum. La llista li assigna un regnat de 8 anys. El va succeir Mesh-he.